# Páfrányfenyőfélék
A Ginkgoaceae vagy páfrányfenyőfélék a Ginkgopsida rend egyetlen ma élő családja, amely a mezozoikum idején terjedt el. A családba egyetlen ma élő nemzetség tartozik, a Ginkgo, ezen belül egyetlen ma élő faj, a Ginkgo biloba, amelyet gyakran élő kövületnek tekintenek. A földtörténet korábbi korszakaiban több más nemzetség is elterjedt volt.

## Rendszertan
A Ginkgoaceae család a következő 6 kihalt és 1 ma élő nemzetséget foglalja magába:
- Arctobaiera †
- Baiera †
- Eretmophyllum †
- Ginkgo
- Ginkgoites †
- Sphenobaiera †
- Windwardia †